# Тимна (комуна)
Тимна (рум. Tâmna) — комуна у повіті Мехедінць в Румунії. До складу комуни входять такі села (дані про населення за 2002 рік):
- Ізворелу (402 особи)
- Адунацій-Теюлуй (150 осіб)
- Бочень (276 осіб)
- Валя-Урсулуй (872 особи)
- Коларец (207 осіб)
- Кременя (459 осіб)
- Ману (68 осіб)
- Павец (143 особи)
- Плопі (426 осіб)
- Тимна (475 осіб)
- Фаца-Кременій (237 осіб)

Комуна розташована на відстані 244 км на захід від Бухареста, 28 км на схід від Дробета-Турну-Северина, 69 км на північний захід від Крайови.

## Населення
За даними перепису населення 2002 року у комуні проживали 3715 осіб.
Національний склад населення комуни:
| Національність | Кількість осіб | Відсоток |
| -------------- | -------------- | -------- |
| румуни         | 3302           | 88,9%    |
| цигани         | 412            | 11,1%    |
| німці          | 1              | < 0,1%   |

Рідною мовою назвали:
| Мова      | Кількість осіб | Відсоток |
| --------- | -------------- | -------- |
| румунська | 3389           | 91,2%    |
| циганська | 326            | 8,8%     |

Склад населення комуни за віросповіданням:
| Релігія            | Кількість осіб | Відсоток |
| ------------------ | -------------- | -------- |
| православні        | 3677           | 99,0%    |
| баптисти           | 17             | 0,5%     |
| п'ятдесятники      | 7              | 0,2%     |
| адвентисти         | 4              | 0,1%     |
| греко-католики     | 2              | 0,1%     |
| римо-католики      | 1              | < 0,1%   |
| реформати          | 1              | < 0,1%   |
| лютерани           | 1              | < 0,1%   |
| не вказали релігію | 1              | < 0,1%   |